# Ibrahim Gnanou
Ibrahim Gnanou (* 8. November 1986 in Ouagadougou) ist ein ehemaliger Fußballspieler aus dem westafrikanischen Staat Burkina Faso.
Er begann seine Karriere bei ASFA-Yennenga Ouagadougou in der burkinischen Hauptstadt und wechselte von dort nach Moldawien zu Sheriff Tiraspol. Von dort kam er 2008 zum dänischen Verein FC Midtjylland und 2009 zu Alanija Wladikawkas in die zweite russische Liga. Am Saisonende gelang der Aufstieg in die Premjer Liga, aus der aber bereits nach einer Saison der Wiederabstieg erfolgte. 2011 stand Gnanou mit Alania im Finale des russischen Pokalwettbewerbs, in dem man ZSKA Moskau mit 1:2 unterlag. Seine Mannschaft brachte dabei das Kunststück zustande, bis zum Finale kein einziges Tor erzielt zu haben, in allen vorherigen Partien sicherte man sich nach einem 0:0 per Elfmeterschießen das Weiterkommen.
Weitere Stationen Gnanous waren wieder in seiner Heimat sowie in Gabun.
Gnanou spielt seit 2005 für die burkinische Fußballnationalmannschaft. 2010 gehörte er bei der Afrikameisterschaft zum Aufgebot von Nationaltrainer Paulo Duarte.